# Лук трёхгранный
Лук трёхгранный (лат. Allium triquetrum) — вид многолетних травянистых растений рода Лук (Allium) семейства Амариллисовые (Amaryllidaceae).

## Ботаническое описание
Многолетнее травянистое растение. Стебель трёхгранный, 10—40 см высотой. Листьев 2—3, они линейные, с килевидными выступами, до 17 мм шириной и 15 см длиной, собраны у основания растения. Цветки 1—1,3 см длиной, белые, с яркой зелёной полоской, собраны в пучковатый зонтик по 4—19 цветков. Цветение с декабря (или января) по май (в местах естественного обитания).

## Ареал и местообитание
Произрастает на юго-западе Европы, северо-западе Африки, островах Мадейра и Канарских островах, где встречается на лугах, просеках, речных берегах и обочинах дорог на высоте до 850 м над уровнем моря. Вид также был интродуцирован на Британских островах, в Турции, Австралии, Северной и Южной Америке.

## Хозяйственное значение и применение
Может быть использован в качестве декоративного растения.